# 후이룽관역
후이룽관역(回龙观站)은 베이징시 창핑구에 위치한 베이징 지하철 13호선의 역이다. 후이룽관 역은 13호선 시즈먼 방면 막차의 종착역으로, 열차는 시즈먼 방향으로 더 이상 운행하지 않는다.

## 위치
후이룽관 역은 베이징 5환로(北京五环路) 바깥에 있으며, 징짱 고속공로(京藏高速公路)(옛 바다링 고속공로) 동편에 위치하고 있다. 구체적인 위치는 둥청가(同成街)와 솽사 철로(双沙铁路) 사이 (동서 방향), 위즈 동로(育知东路) 동쪽 끝(남북 방향)에 있다. 역은 동서로 배치되어 있고, 서쪽 철로 위에는 위즈둥로를 가로질러 놓였다.
이 역은 북쪽의 후이룽관 문화거주지역(回龙观文化居住区)의 이름을 땄다. 대부분이 도심형 대규모 베드타운으로, 심지어는 구역 차원에서도 상업시설이나 공공건물이 극히 드물기 때문에, 역에서 조수 여객 흐름이 분명하여, 승객 대부분이 통근 승객이고, 아침저녁 혼잡 시간대 승객이 적다. 이는 인근의 룽쩌 역과 훠잉 역 등과 유사하다.

## 구조
후이룽관 역은 지상역으로, 역 건물은 너비 27.8m, 길이 10.8m, 높이는 11.18m이다. 쌍섬식 승강장 설계를 사용하여, 두 역의 중앙의 하나 밖에 없는 철로와, 양쪽에 있는 철로로 모두 3개가 있다. 역 서쪽에 솽사 철로의 연계선이 설치되어 있다. 역은 북쪽으로 출구가 하나 있다.
역 외관은 중식 지붕을 모방한 디자인을 채택하였다.
| 지면       | -           | 출구                                                            |                                                                 |
| 1층 대합실 | 대합실      | 매표소, 티켓 자동 발매기, 키오스크, 이카통(一卡通) 충전소       |                                                                 |
| 2층 승강장 | 궤도        | ←■ 13호선 훠잉 방면(베이위안, 하행방면)                         | ←■ 13호선 훠잉 방면(베이위안, 하행방면)                         |
| 2층 승강장 | 섬식 승강장 |                                                                 |                                                                 |
| 2층 승강장 | 궤도        | ←■ 13호선 훠잉 방면 일부 열차 차량기지 회송(베이위안, 하행방면) | ←■ 13호선 훠잉 방면 일부 열차 차량기지 회송(베이위안, 하행방면) |
| 2층 승강장 | 섬식 승강장 |                                                                 |                                                                 |
| 2층 승강장 | 궤도        | ■ 13호선 시즈먼 방면 (룽쩌, 상행방면)→                          |                                                                 |

## 인접역
| 베이징 지하철 13호선 | 베이징 지하철 13호선   | 베이징 지하철 13호선 |
| -------------------- | ---------------------- | -------------------- |
| 룽쩌 시즈먼 방면     | ■ 베이징 지하철 13호선 | 훠잉 둥즈먼 방면     |

## 같이 보기
- 후이룽관 차량단(回龙观车辆段)